# Tobias Erler
Tobias Erler (27 de mayo de 1979) es un ciclista profesional alemán. Ha destacado en carreras del UCI Asia Tour, de hecho obtuvo 4 victorias en la prueba profesional del Tour de Taiwán 2005 cuando aún era amateur lo que le dio acceso al profesionalismo en el equipo taiwanés del Giant Asia Racing Team. Fuera de Asia la única victoria que ha obtenido fue la Rund um den Sachsenring 2007.

## Palmarés
2006
- Tour de Corea, más 1 etapa

2007
- Rund um den Sachsenring

2010
- 2 etapas del Tour de Irán

2011
- Tour de Tailandia, más 1 etapa
- 2 etapas del Tour de Corea

## Equipos
- Giant Asia Racing Team (2006)
- Team 3C Gruppe (2007-2008)
  - Team 3C Gruppe-Lamonta (2007)
  - Team 3C Gruppe (2008)
- Tabriz Petrochemical Cycling Team (2010-2011)
- Arbö Gebrüder Weiss-Oberndorfer (2012)